# Sacristía de Vasari
La Sacristía de Vasari (italiano - Sacrestia del Vasari ) o Sacristía Vieja (italiano - Sacrestia Vecchia ) es una sala en Sant'Anna dei Lombardi, Nápoles, Italia, una de sus dos sacristías. Fue el refectorio del monasterio olivetano de Santa María de Monteoliveto hasta 1688, cuando se convirtió en su función actual. La reconversión de 1688 dejó al descubierto incrustaciones del siglo XV realizadas por Fra Giovanni da Verona, que también pueden verse en la capilla de Tolosa de la iglesia. La iglesia pasó a llamarse Sant'Anna dei Lombardi en 1805.
Una Adoración de los pastores, obra de un seguidor de Vasari, fue trasladada a su posición actual sobre la puerta de la contrafachada durante el siglo XVII. Los dos lunetos laterales contienen esculturas del arcángel Gabriel y de la Virgen María, atribuidas a Giovan Battista Cavagna y que descansan sobre dos lavabos de mármol apoyados en las paredes.
La bóveda de la nave central está dividida en tres cuadrantes, que muestran personificaciones de la Fe, la Religión y la Eternidad. A lo largo de las paredes hay un mobiliario del siglo XVII decorado con un ciclo de preciosas incrustaciones de madera de Fra Giovanni da Verona que data de 1506 (el tercer ciclo después de los de Santa Maria in Organo en Verona y la Abadía Territorial de Monte Oliveto Maggiore cerca de Asciano) con vistas de la ciudad y escenas de la vida en la orden olivetana. Entre las incrustaciones hay nichos con estatuas de madera que representan a santos relacionados con los olivetanos. Detrás del altar hay un cuadro de Carlo Borromeo, obra de Girolamo d'Arena, que había colgado en la iglesia original de Sant'Anna dei Lombardi (que también había sido dedicada a San Carlo Borromeo), pero que fue trasladado a su ubicación actual después de que esa iglesia fuera destruida en el terremoto de 1805. A ambos lados hay dos pinturas de Miguel Arcángel y la Virgen María.

## Historia
Lleva el nombre de Giorgio Vasari, quien en 1545 pintó los frescos de su bóveda, cuando todavía era un refectorio. Su fama había llegado a Nápoles debido a sus obras de 1542-44 en Roma y debido a su capacidad para completar encargos rápidamente. Su tiempo en Campania desde 1544 hasta 1545 fue breve pero ajetreado y trajo el manierismo toscano (que anteriormente solo había llegado hasta Roma) a Nápoles. Recibió varios encargos del virrey don Pedro da Toledo, de nobles y de monasterios, el primero de los cuales fue el de decorar el antiguo refectorio del monasterio próximo a Santa Maria di Monteoliveto.

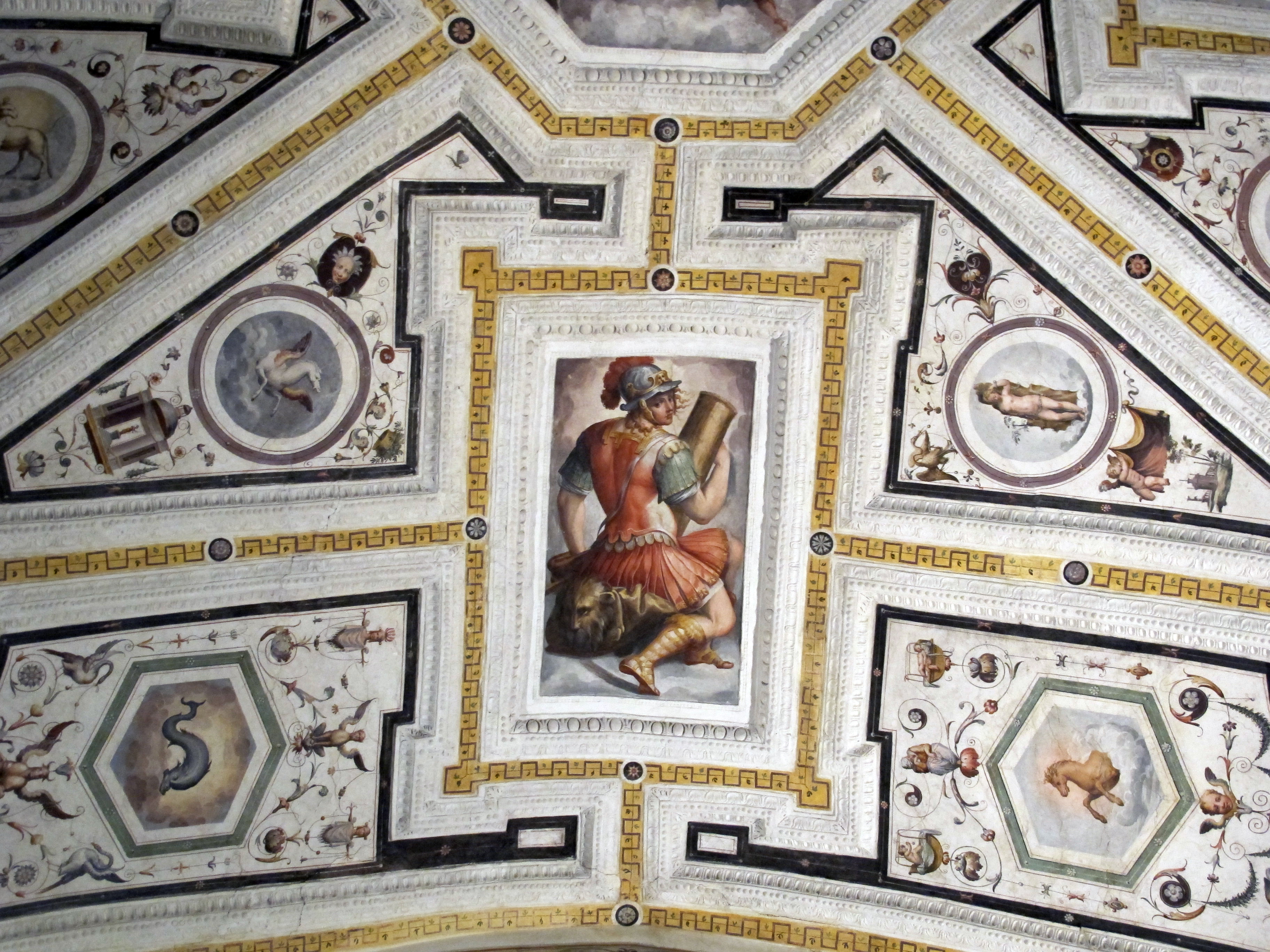
Detalle de una bóveda

Estuvo a punto de rechazarlo debido a la arquitectura gótica del espacio, que le parecía demasiado oscura para mostrar su estilo de la mejor manera posible. Sin embargo, decidió aceptarlo y revocó las bóvedas, iluminando el espacio y dándole más espacio para pintar. Algunas de las figuras fueron pintadas a partir de los dibujos de Vasari por Raffaellino del Colle, mientras que Stefano Veltroni y otros ayudaron en las zonas puramente decorativas. Mientras pintaba los frescos, Vasari realizó también dos trípticos, uno para la contrafachada de la sala y otro para la pared del fondo, que muestran El maná del cielo y El festín en la casa de Simón, actualmente en el Museo nazionale di Capodimonte y en el Museo Diocesano di Napoli.